# Die Woche (1899–1944)
Die Woche war eine illustrierte Zeitschrift in Deutschland, begründet 1899 vom Berliner August Scherl Verlag, eingestellt 1944. Einzelne Seiten der Beilage Die Woche. Bilder vom Tage sind nicht zu verwechseln mit der ebenfalls bei Scherl in Berlin verlegten Illustrierten Bilder vom Tage.

## Entstehungsgeschichte
Seit etwa 1890 waren die technischen Voraussetzungen für ein preiswertes, aktuell illustriertes Massenblatt vorhanden. Die Fotografie war hinreichend entwickelt. Fortschritte in der Drucktechnik erlaubten es, die Aufnahmen in Zeitschriften einzusetzen. Die Zeilensetzmaschine (Linotype) und verbilligte Papierherstellung begünstigten die Entwicklung.
1894 kaufte der Verleger Leopold Ullstein die Berliner Illustrirte Zeitung (BIZ), um sie mit einem veränderten Konzept auf den Markt zu bringen. Das Ziel hieß: Berichterstattung mit möglichst aktuellen Bildern. Hintergrund war der „Zeitungskrieg“ der 1890er Jahre, der Konkurrenzkampf der Berliner Verleger Leopold Ullstein, Rudolf Mosse und August Scherl um die Vorherrschaft auf dem Zeitungsmarkt.
Der Scherl Verlag startete Die Woche 1899 als Gegengewicht zur BIZ. Auch hier sollte im Mittelpunkt die Bildberichterstattung zum aktuellen Tagesgeschehen stehen. Ein Verlagsprospekt bezeichnete das neue Blatt als „wertvolle Ergänzung zur Tageszeitung“, geeignet, „vielbeschäftigten Leuten die zeitraubende und mühevolle Arbeit“ abzunehmen, mehrere Zeitungen zu lesen. Erster Chefredakteur war Paul Dobert (1860–1931).
Die Woche stand im Wettbewerb mit Ullsteins Berliner Illustrirte Zeitung und geriet zusehends ins Hintertreffen. Sie galt als provinziell, ihre verkaufte Auflage blieb hinter den Verkaufszahlen der BIZ zurück. Der Scherl-Verlag ging 1916 in den Besitz des Hugenberg-Konzerns über. Die Woche erschien ohne Unterbrechung bis weit in den Zweiten Weltkrieg hinein. 1944 wurde sie kriegsbedingt eingestellt.
Zwischen 1993 und 2002 wurde der Titel Die Woche für eine Wochenzeitung völlig anderer Art verwendet.

## Inhalte

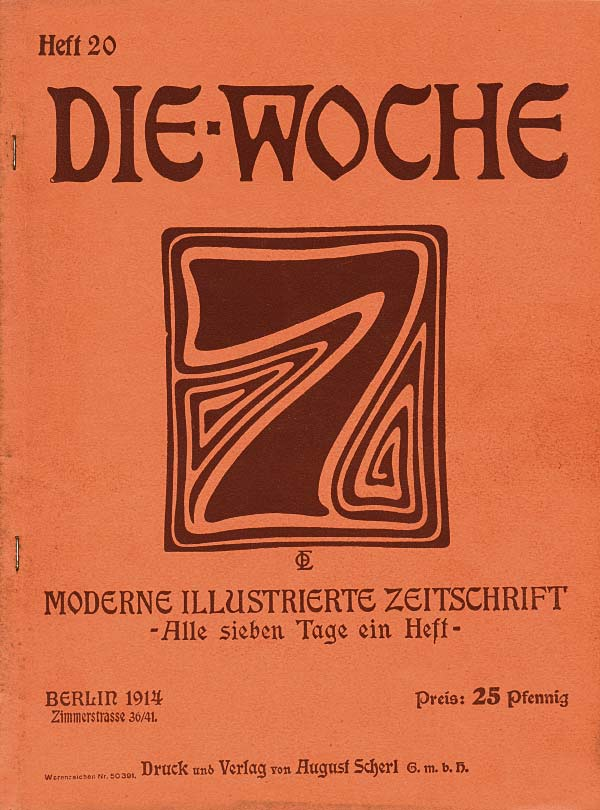
Heft Nr. 20 von 1914

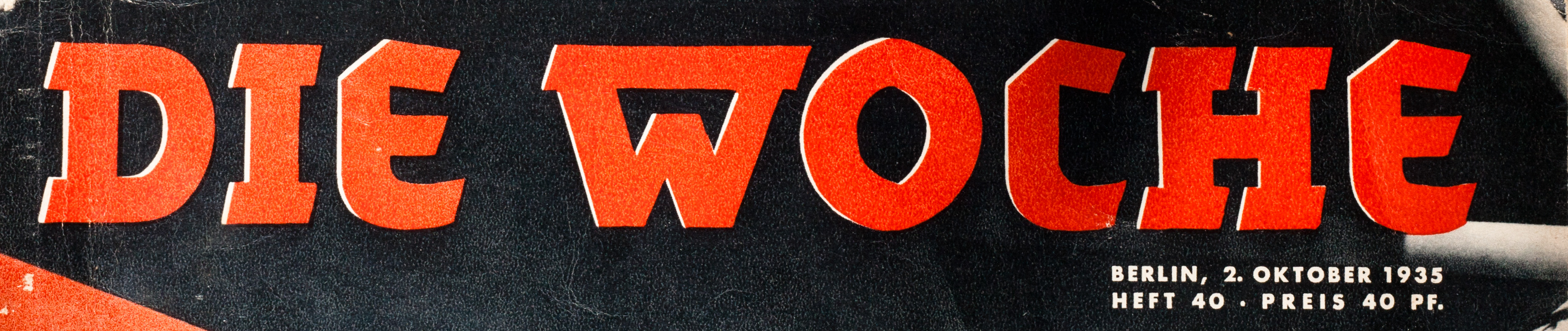
Der modernisierte Titelschriftzug 1935

Im Vordergrund stand das Bildmaterial. Angestrebt war zudem eine möglichst enge Beziehung zwischen den Illustrationen und den Artikeln. Aus diesem Schema fielen nur die „Bilder vom Tage“ heraus, die für sich standen und lediglich Bildunterschriften aufwiesen. In Heft 3/1905 besteht diese Rubrik aus acht Seiten hochwertigeren Papiers mit 18 Porträtfotografien (u. a. des 1905 verstorbenen Physikers Ernst Abbe und der „Vorsitzenden des Basars im Prinzessinnenpalais“ Berlin, Herzogin Wilhelm zu Mecklenburg), aber auch Fotografien vom Generalstreik im Ruhrgebiet und das offizielle Abschlussfoto der Hullkommission in Paris, lizenziert von der französischen Illustrée. Neben der lockeren Unterhaltung mit Fortsetzungsromanen und Klatsch begleitete Die Woche anspruchsvolle Themen der Zeit, etwa:
- „Der heutige Stand der Beleuchtungstechnik“
- „Schule und Leben“
- „Kommunale Rechtsfürsorge“[3]
- „Über Schußwunden aus dem modernen Infanteriegewehr“
- „Paßwesen in alter und neuer Zeit“[4]

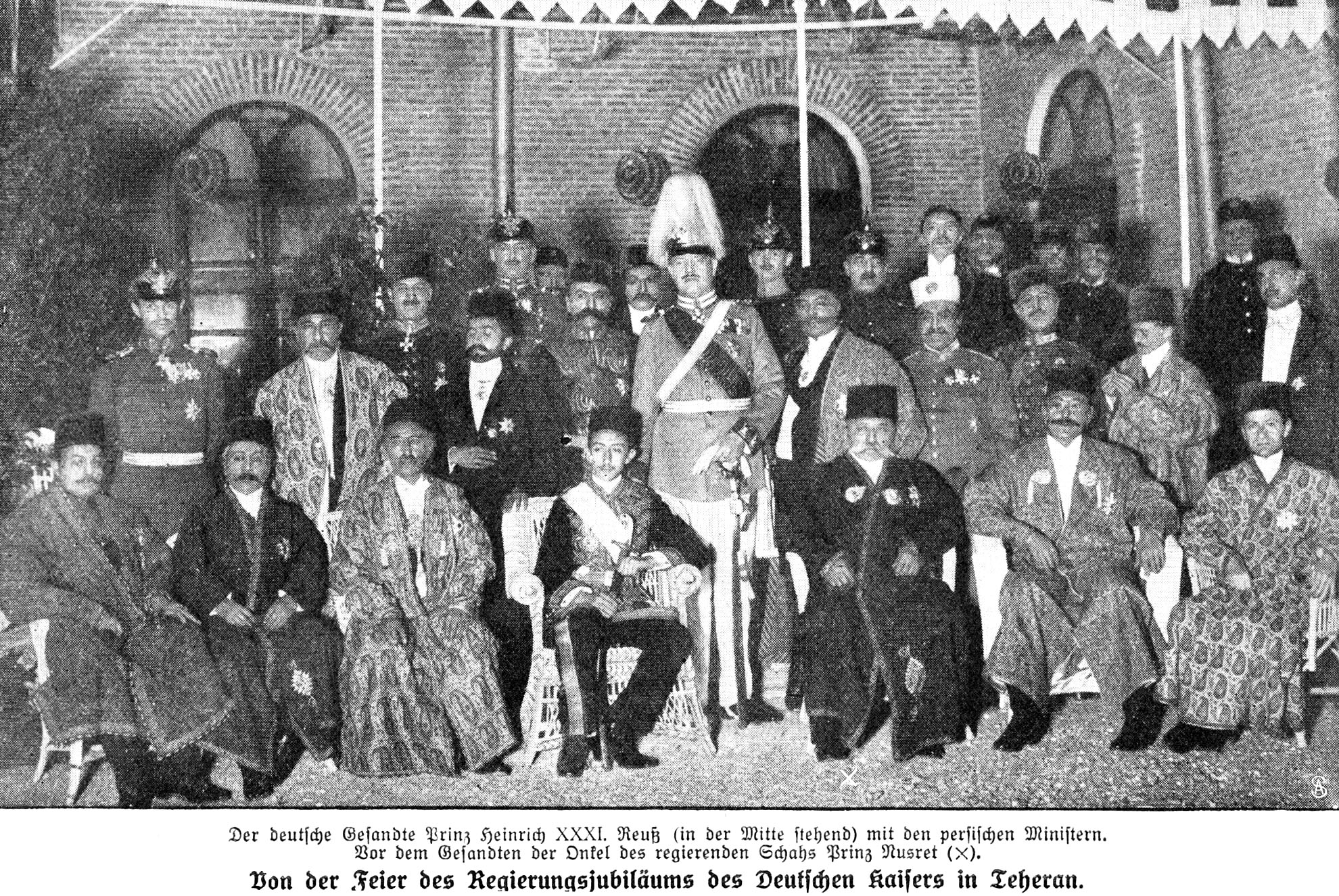
Aus der Reihe „Bilder vom Tage“: Feier des deutschen Botschafters in Teheran, 1913

Wie schon die Hefte aus den 1910er Jahren umfasste auch ein typisches Heft aus den 1920er Jahren 40 Seiten. Der redaktionelle Teil begann mit einem Rückblick auf die Meldungen der Woche, der hauptsächlich politische Themen betraf. In den 1920er Jahren beanspruchten feste Rubriken insgesamt etwa zehn Seiten: Berliner Notizbuch, Theater und Musik, Die Börsenwoche, Was die Ärzte sagen, Winke für unsere Frauen, die Toten der Woche und andere. Dazwischen Fortsetzungsromane und literarische Skizzen, Gesellschaftsreportagen, Berichte aus Wissenschaft, Kunst und Sport, zehn bis zwölf Seiten mit Rätseln, Tipps für Radiobastler. Mehr als ein Drittel des Heftes bestand aus Werbung. Dieser Anteil hielt sich auch in den 1930er Jahren.
Die Woche verfolgte auch nach Hitlers Machtergreifung zunächst einen politisch gemäßigten, bildungsbürgerlichen Kurs. So sind etwa in Heft 40 vom Oktober 1935 nur zwei Fotos mit explizit nationalsozialistischem Inhalt zu finden: SS-Soldaten verleihen Männern des Reichsarbeitsdiensts Nadelabzeichen; Reichskriegsminister Werner von Blomberg beim Richtfest im Olympischen Dorf. Der zentrale Artikel in diesem Heft besteht aus fünf Seiten mit ästhetisch anspruchsvollen Fotografien des Scherl-Bilderdiensts und beschäftigt sich mit dem Flugtag der Seefliegerstaffel über der Kieler Bucht, stets nah an der populären Naturwissenschaft: „Die weiß leuchtenden Luftschrauben stehen in Wirklichkeit nicht still; bei 1/500 Sekunde Belichtungszeit wurden sie so scharf von der optischen Linse gezeichnet, während sie dem menschlichen Auge als durchsichtige Scheiben erscheinen.“ In den 1940er Jahren war die Zeitschrift ganz auf Linie des Nationalsozialismus, und Titelbilder mit fröhlichen Soldaten (z. B. „Kameraden der Berge“ in Ausgabe 6/1941) oder der NS-Prominenz wurden zur Regel, etwa „Propagandaminister Dr. Goebbels“ in Ausgabe 13/1941, „Reichssportführer“ in Ausgabe 37/1942 und „Großadmiral Dönitz und Reichsminister Speer“ in Ausgabe 50/1943.

### Textbeispiel von 1905

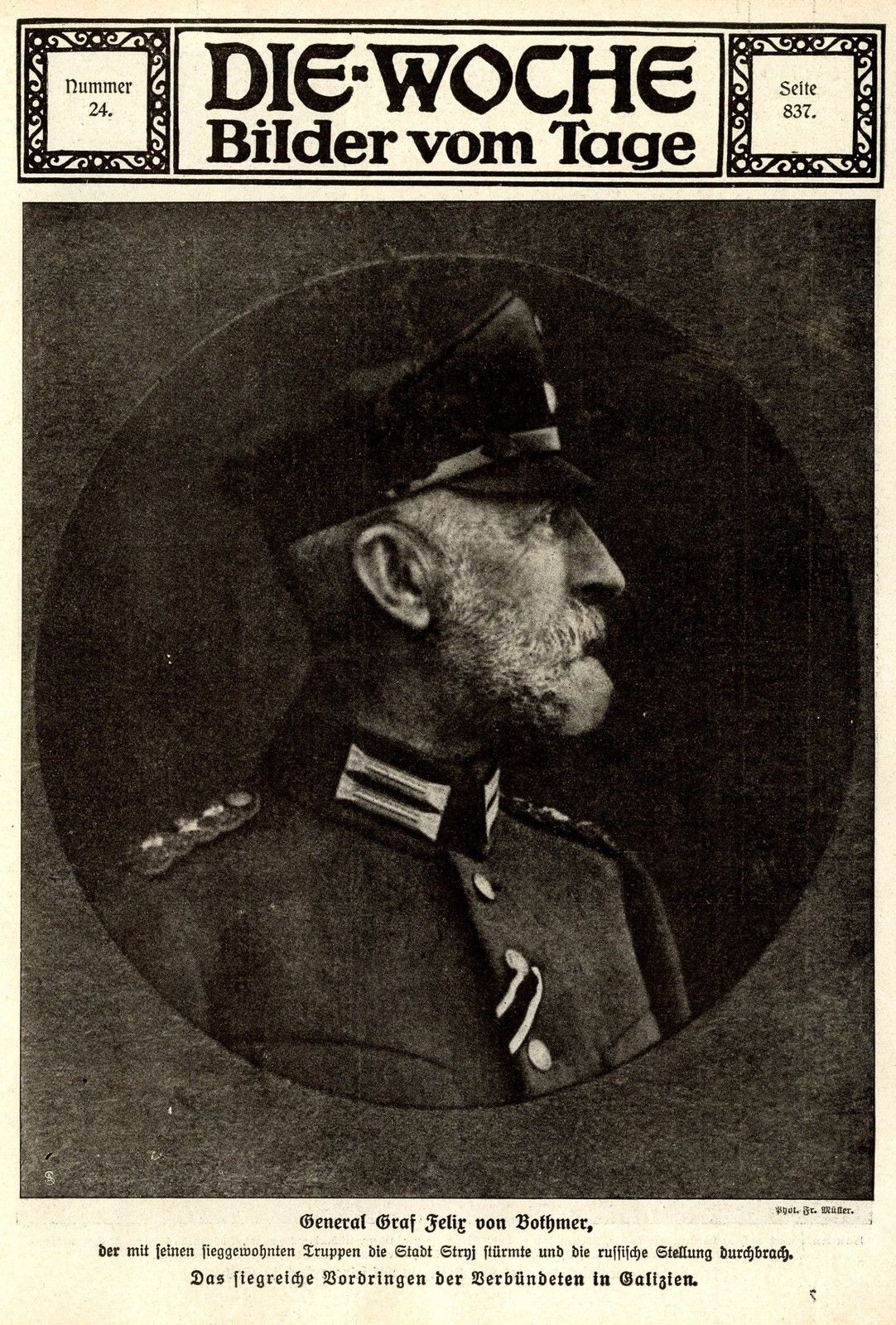
Felix Graf von Bothmer, Ausgabe 24, 1915

Über Schußwunden aus dem modernen Infanteriegewehr

„Schon 1872 hatte von Volkmann auf dem ersten Kongreß deutscher Chirurgen, bei einem Vergleich der Knochenbrüche der unteren Extremitäten in Kriegs- und Friedenszeiten, die überraschende Tatsache mitgeteilt, daß die ersteren günstiger als die letzteren verlaufen, oder mit andern Worten, daß an jenen weniger als an diesen sterben. Obgleich die Schußfrakturen in der Regel Splitterbrüche sind und die komplizierten, d. h. mit einer Weichteilwunde verbundenen Friedensfrakturen das nicht sind, starben, selbst unter den verrufenen Verhältnissen der Krimkampagne, weniger an Schußfrakturen des Unterschenkels, nämlich 25 pCt., als in den Musterspitälern Europas während des Friedens zu sterben pflegten, nämlich 32,5 pCt. Der Grund hierfür konnte wohl nur in der verschiedenen Beschaffenheit der den Knochenbruch komplizierenden Weichteilwunden liegen. Bei den Friedensverletzungen sind sie, gleichgültig, ob eine Maschine mit ihren Zähnen und Stangen das Bein verletzt oder das Rad eines Straßenbahnwagens darüber geht, groß und weitklaffend, bei den Kriegsverletzungen klein und eng. In jene können die Entzündung erregenden Schädlichkeiten – die Eiterkokken – viel leichter eindringen als in diese. Die neue Lehre von der Wundvergiftung erklärte die auffällige Tatsache.“

### Textbeispiel von 1913
Bisonjagd im Auto

„Der Motor arbeitet. Ich nehme hinter dem breiten Steuerrad Platz, neben mir mein eingeborener Spürer, dann gleiten wir in langsamer Fahrt auf den holprigen Waldweg hinaus. […] dann halte ich am Rand eines breiten, doch jetzt zur trockenen Jahreszeit flachen Flusses. […] Die Bremse lösend, schieße ich vom steilen Ufer hinein ins Wasser, das sich schäumend vor dem Motor aufbäumt – eine dichte Dampfwolke schlägt zischend empor, da die glühenden Auspuffgase direkt ins Wasser gelangen. Wasser dringt durch den Fußboden – in einer brennend heißen Woge die Füße überflutend. Wie rasend arbeitet die Maschine, dank der eingeschalteten kleinen Uebersetzung, den schweren Wagen mit Riesenkraft über große Steinblöcke und Geröll schleppend. Der Motor hält aus, das steile jenseitige Ufer ist erreicht.“

### Textbeispiel von 1925
Konkurrentin Frau

„Daß die Natur der Frau im Theater des Lebens eine andere Rolle zugeteilt hat als dem Manne, dürfte wohl von niemand, nicht einmal von Frauen bestritten werden. Aber kein Einsichtiger wird auch leugnen wollen, daß das Leben, so selbstverständlich es auch immer noch den Grundgesetzen der Schöpfung unterworfen ist, sich vielfach der Natur entgegen entwickelt hat. Ob man das nun so deuten will, daß die Männer der Welt nicht mehr ausreichen, rein zahlenmäßig nicht mehr ausreichen, den Obliegenheiten gerecht zu werden, die das Leben an das Menschengeschlecht stellt, oder ob man der Frau einen erhöhten Betätigungsdrang zusprechen will, der sie als Konkurrentin gegen den Mann auftreten läßt – das ist im Grunde gleichgültig. Denn derlei Erwägungen ändern ja nichts an der Tatsache als solcher. Und es ist nun einmal Tatsache, daß der Mann durchaus nicht mehr, um mit Schiller zu reden, allein hinaus muß ins feindliche Leben, dort zu kämpfen, dort zu streben; es ist auch Tatsache, daß die Frauen nicht mehr allein dazu da sind, himmliche Rosen ins irdische Leben zu flechten und zu weben; sondern sie finden sich auf dem Plan, und oft sogar als Gegner.“

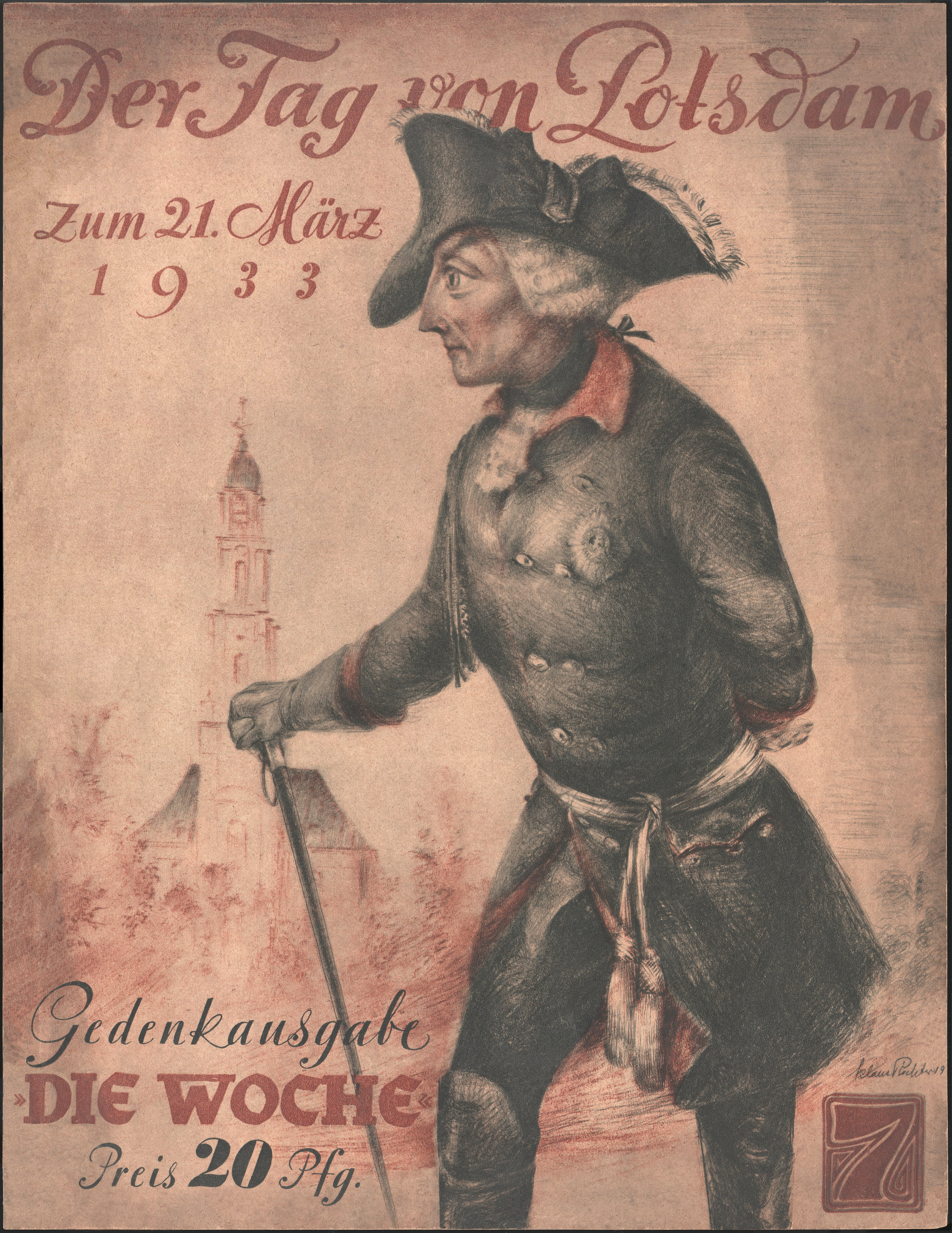
Sonderausgabe Der Tag von Potsdam am 21. März 1933

### Textbeispiel von 1935
Achmed liest Goethe – Deutsche Lehrer in Afghanistan

„Achmed erzählt, während wir den Weg nach dem Schulhaus einschlagen. Viel sei von Deutschland immer in seiner Familie die Rede gewesen, besonders seit der deutsch-österreichischen Militärmission im Kriege, die die lebhaftesten Sympathien verbreitet habe. Damals habe man sich noch gestritten, ob Französisch, Russisch oder Englisch das Feinere sei. Inzwischen aber sei der Staat zur Erkenntnis seiner politischen Lage erwacht. Englisch: gewiß, man soll es lernen, aber nicht die Söhne ganz in englische Erziehung geben: England wartet im Süden auf Afghanistan. Russisch erst recht nicht: Rußland wartet im Norden. Also Französisch oder Deutsch? Nun, die deutsche Schule ist berühmt, und dort lernen wir auch Französisch. Die Deutschen haben keine politischen Absichten auf uns.“